# Jules Dubois (cyclisme)
Pour les articles homonymes, voir Dubois et Jules Dubois.

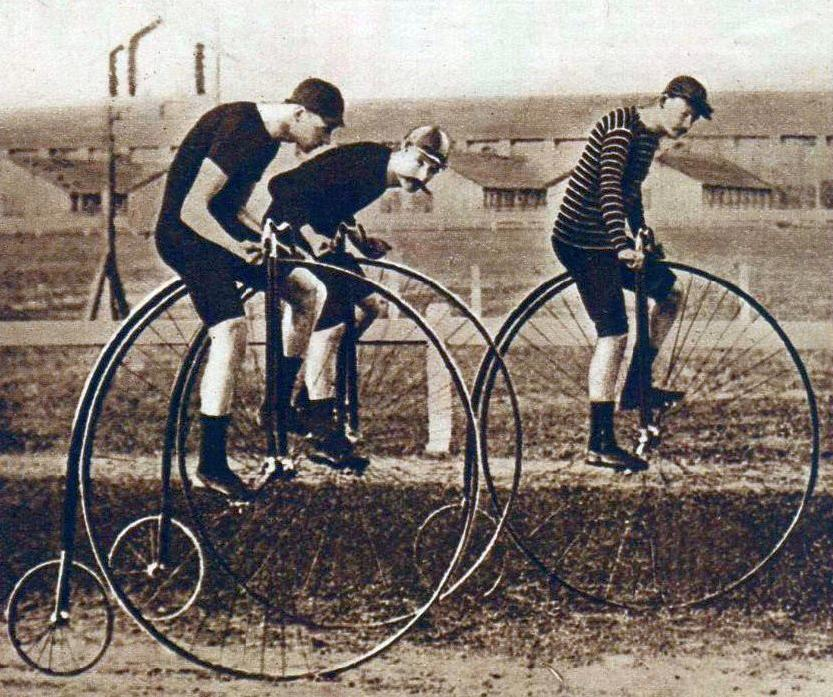
De G. à D. en 1887, Jules Dubois, Herbert Duncan et Paul Médinger.

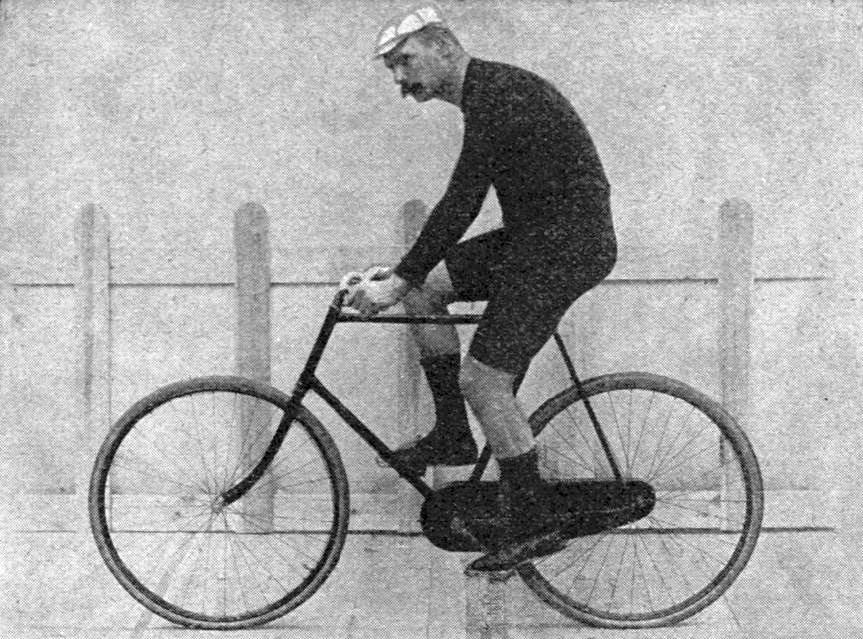
Jules Dubois en 1890.

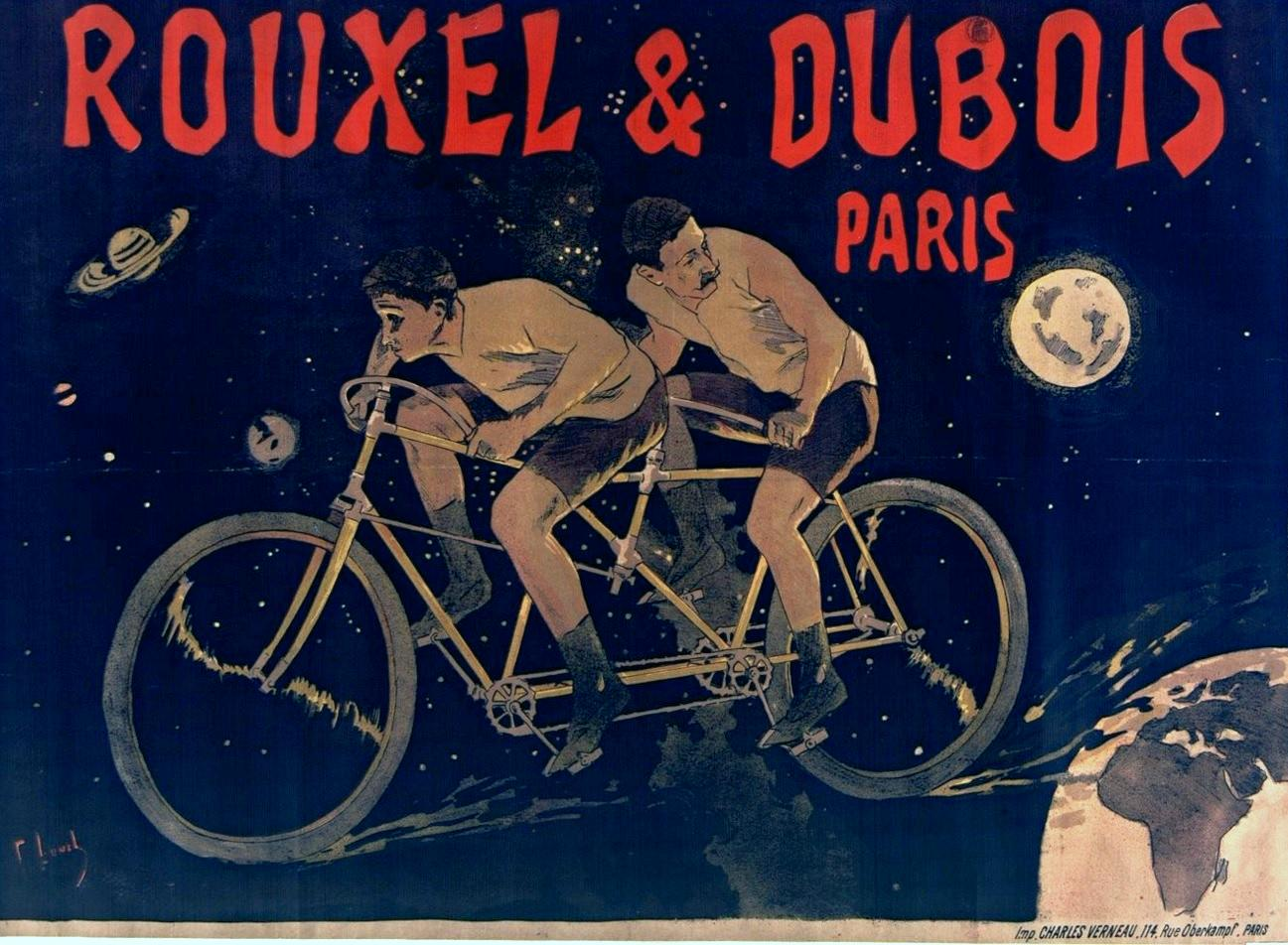
1895 - Affiche de Lunel.

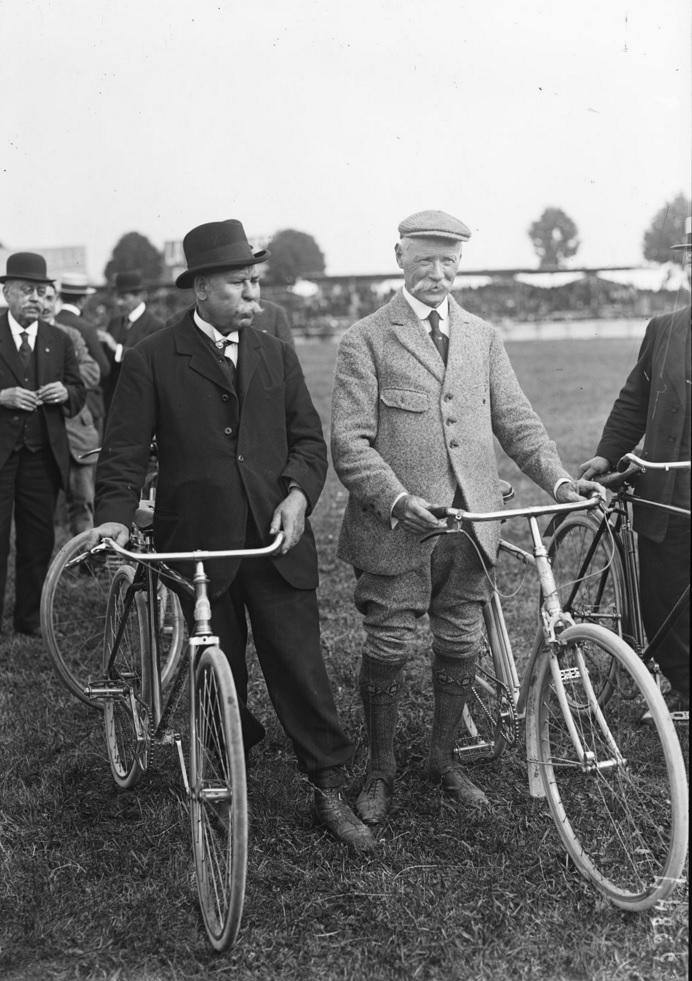
1920 - Parc des Princes lors du jubilé du cycliste Thorvald Ellegaard, à droite Jules Dubois.

Jules Dubois, né le 5 mai 1862 à Pontoise et mort le 1er décembre 1928 à Levallois-Perret, est un coureur cycliste et aéronaute français.

## Biographie
Il débute par la course à pied à 19 ans alors qu'il est apprenti tapissier, le 21 avril 1881, sur la piste en sable et en sciure de l'hippodrome de l'avenue de l'Alma où il remporte plusieurs succès, jusqu'à ce qu'il découvre le Grand-bi en 1883, sous les couleurs du Sport vélocipédique parisien.
Au début des années 1890, il part pour les États-Unis, pour y disputer plusieurs courses.
Il est champion de France de demi-fond en 1885, recordman du monde des 100, 200, 300, 400, 500 kilomètres en 1892, recordman de l'heure en 1894 à Paris, et directeur des Cycles Rouxel et Dubois, 77, avenue de la Grande-Armée à Paris.
Lors de son essai de record sur les 24 heures, le 28 juillet 1892, il bat tous les records du monde des 100 kilomètres aux 500 kilomètres, mais arrêtera sa tentative après 536 kilomètres et 19 h 43 min 28 s.
En 1892, sur Paris-Nantes-Rennes-Paris, alors qu'il a plusieurs heures d'avance sur son second Auguste Stéphane, il préfère abandonner à Nantes, dédaignant une victoire trop facile. Il prend sa retraite sportive cycliste en 1900, et devient un excellent aéronaute.
Jules Dubois ne participera pas aux épreuves du Tour de France qui débuteront en 1903, mais sa carrière de coureur se sera étalée sur 17 années.
Après la guerre, il participe à la Polymultipliée, et il s'astreint tous les ans à accomplir le trajet Paris-Vichy et retour, en environ deux jours et demi. En 1920, à 58 ans, il gagne, sur 50 kilomètres, le critérium des ancêtres, dans sa catégorie. En 1924, à soixante-deux ans, il gagne le Critérium des Vieilles Gloires. Il récidive en 1926 dans cette épreuve.
En 1928, victime d'une chute à bicyclette où il se fracture la cheville, l'un des plus vieux aéronautes de l'Aéro-Club de France décède quelques semaines plus tard, à l'âge de 66 ans.
À l'orée des années 1900, il effectue à partir de 1897 plusieurs évènements automobiles, dont Paris-Monte-Carlo et retour, le Championnat du Centre (en Auvergne), le Circuit de Tours (50 kilomètres, le 30 avril 1899), celui de Compiègne, et ceux d'autres villes. Durant la seconde moitié des années 1900, il effectue deux années de canot automobile. Il se lance dans l'aérostation en 1908, accomplissant trois randonnées en Belgique trois en Angleterre, une en Suisse, deux aux Pays-Bas, trois en Autriche, une quinzaine en Allemagne, deux en Russie et d'innombrables en France. Il parvient même à faire le périlleux trajet reliant Biarritz à Madrid en traversant les Pyrénées.

## Palmarès cycliste
- 1884
  - Paris-Amiens-Paris
- 1885
  -  Champion de France de demi-fond
  - 100 kilomètres de l'hippodrome de Longchamp
- 1886
  - 2e du championnat de France de demi-fond
- 1887
  - 3e du championnat de France de demi-fond
- 1890
  - 3e du championnat de France de demi-fond
- 1892
  - 2e du championnat de France de demi-fond
  - Louviers-Chartre
  - Recordman du monde des 100, 200, 300, 400, 500 kilomètres
- 1893
  - Paris-Oostende
  - 3e de la Flèche ardennaise
  - 3e de Paris-Trouville
- 1894
  - recordman de l'heure et des 50 kilomètres (au vélodrome de Bordeaux)
- 1896
  - Paris-Cabourg
  - Paris-Oostende
  - Record de la distance Paris-Rouen-Paris (en 9 h 10 min 22 s)[8]
- 1897
  - Paris-Cabourg
  - 2e de Marseille-Nice

## Palmarès d'aéronaute
- Année 1910[9]

Coupe d'Arlande : 324 kilomètres
Coupe Charles : 511 kilomètres
Coupe Lahm : 1 394 kilomètres, voyage entre Saint-Cloud et la Russie
Jules Dubois réalise 30 ascensions dans l'année 1910.
- Année 1912

Prix de la ville de Biarritz, pour son voyage de Biarritz à Agde le 30 octobre.
- Année 1921

Troisième de la Coupe Gordon-Bennett, en septembre.
- Année 1923

Recordman du monde de la durée de vol, dans la catégorie 900 m³, avec 23 h 28 min

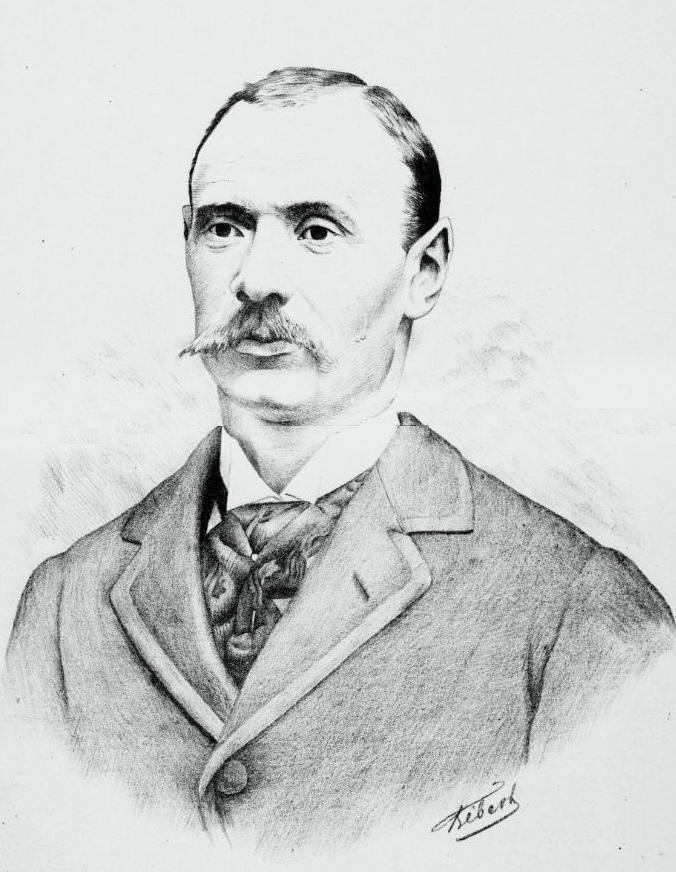
1894 - Jules Dubois.
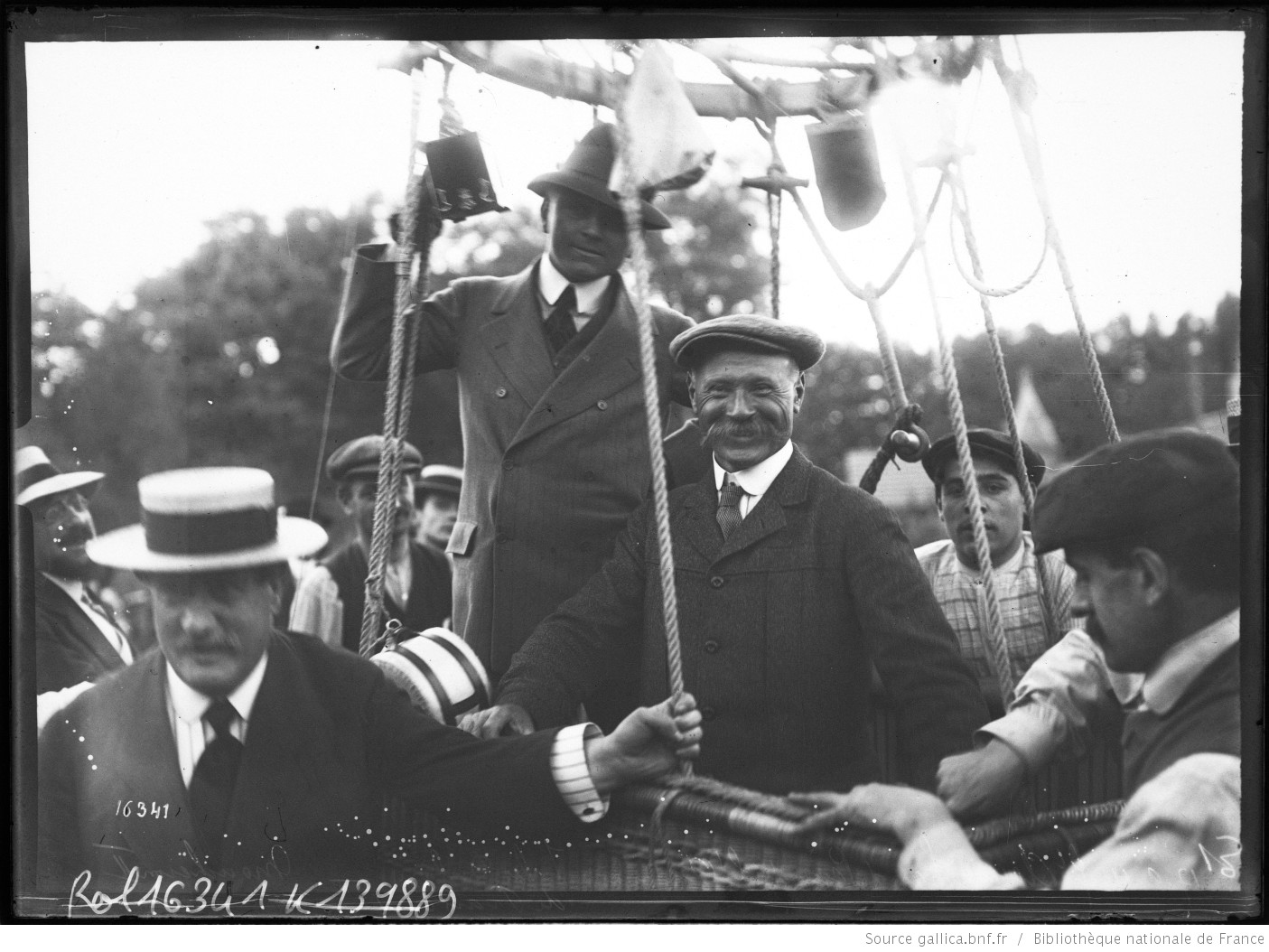
1911 - Jules Dubois, aéronaute, au Grand Prix de l'Aéro club de France.
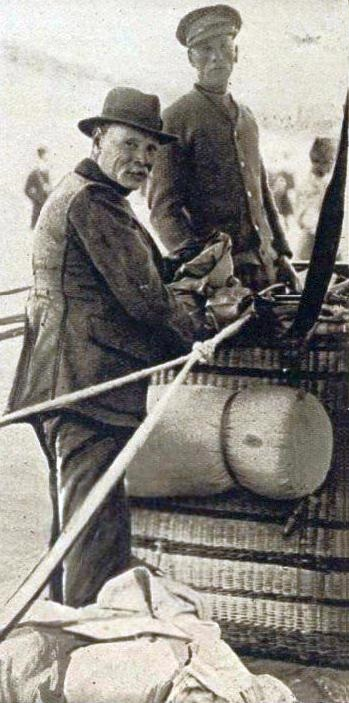
1921 - Jules Dubois aéronaute, à la Coupe Gordon-Bennett.
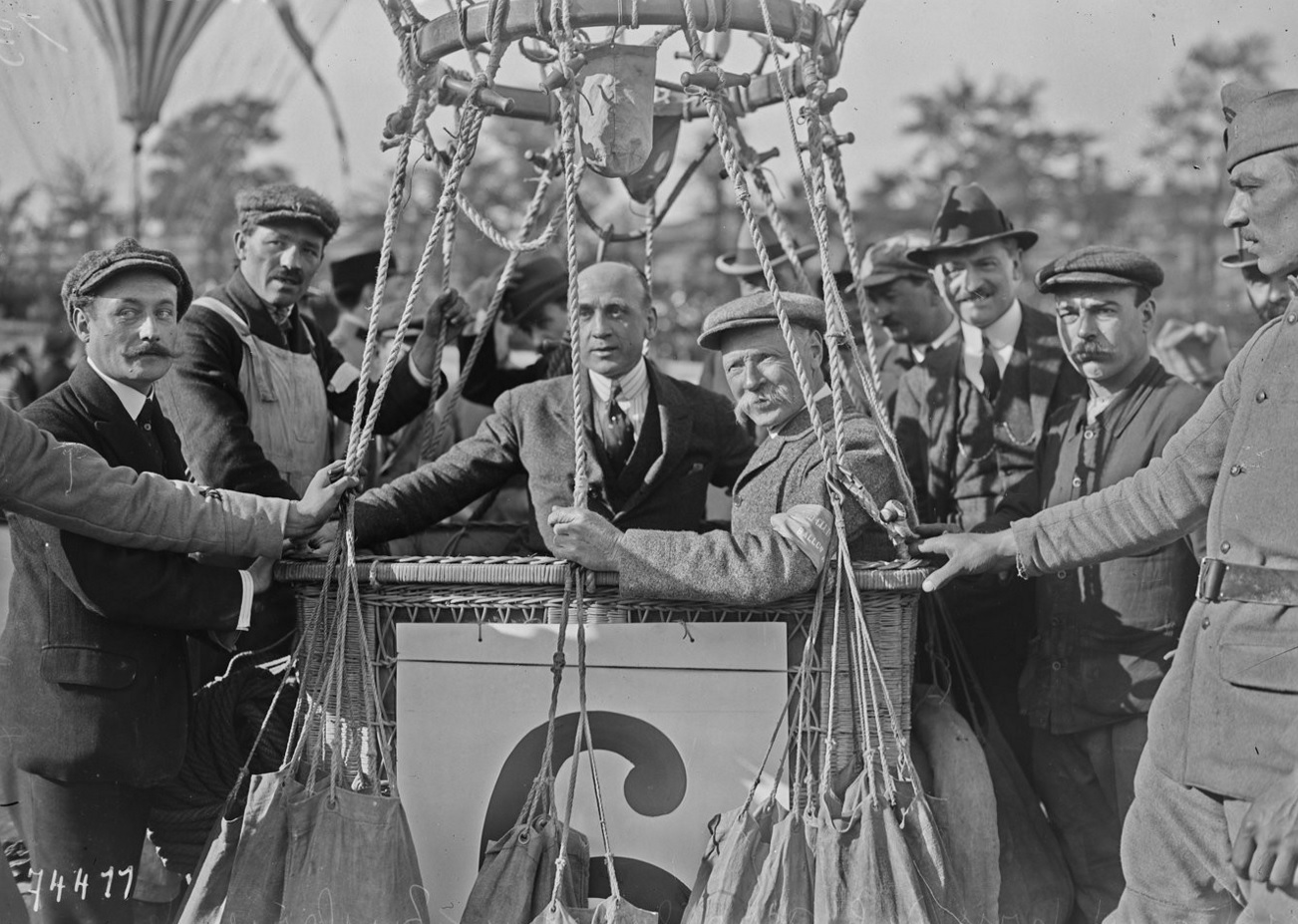
1922 - Jules Dubois, aéronaute, au Grand Prix de l'Aéro-Club (aux Tuileries).
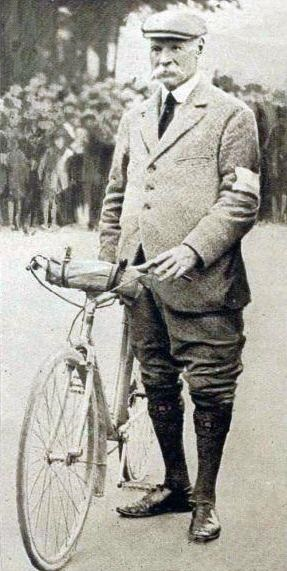
1922 - Jules Dubois.